# Etonbury Castle
Etonbury Castle ist eine abgegangene Burg in der Kleinstadt Arlesey in der Nähe der Straße nach Baldock in der englischen Grafschaft Bedfordshire.
Die ehemalige, hölzerne Burg, die den Dänen zugeschrieben wird, hatte ein Ringwerk und eine oder zwei Burghöfe.
Das Gelände wurde beim Bau der Eisenbahn mittendurch zerstört. Nur Bewuchsmerkmale und Erdwerke sind heute noch erhalten.